# Maxine Elliott Hicks
Maxine Elliott Hicks (Denver, 5 ottobre 1904 – San Clemente, 10 gennaio 2000) è stata un'attrice statunitense.
Già nota come attrice bambina, continuò la sua carriera attoriale fino agli anni trenta per poi tornare a recitare da anziana, a partire dagli anni settanta, al cinema, in teatro e alla televisione in ruoli di supporto.

## Biografia
Maxine Elliott Hicks nasce a Denver in Colorado nel 1904. La madre la chiamò Maxine Elliott in onore di una famosa attrice dell'epoca. Spinta dalla madre, la bambina cominciò a recitare in produzioni teatrali dall'età di 5 anni, per giungere nel 1913 a Broadway e quindi al cinema, dove prese parte come attrice bambina a numerose pellicole. I suoi ruoli più importanti furono quelli della figlia di Ethel Barrymore in The Eternal Mother (1917) e al fianco di Mary Pickford in Una povera bimba molto ricca (1917). L'amicizia con Mary Pickford continuò negli anni. Quando nel 1976 in occasione del Los Angeles International Film Exposition (Filmex) sarà dato un premio alla carriera a Mary Pickford ormai anziana e malata, sarà proprio Hicks a ritirarlo in suo onore.
Grazie alle sue esperienze in teatro, Hicks superò senza problemi il passaggio al sonoro, ma la sua carriera si interruppe bruscamente nel 1937, a causa di una lite tra la madre e Jack L. Warner, capo degli studi della Warner Bros.
Hicks (conosciuta adesso semplicemente come Maxine Elliott) tornerà a recitare solo da anziana in televisione e in teatro (e, in misura minore, al cinema) a partire dagli anni settanta, in ruoli di supporto. Nel 1988-90 è "Sister Ethel", personaggio ricorrente in 14 episodi della popolare serie televisiva Dieci sono pochi (Just the Ten of Us).
In suo onore fu battezzato un teatro di Manhattan, il Maxine Elliott's Theatre, costruito nel 1908, di cui inizialmente possedeva il 50 per cento assieme a The Shubert Organization. Era una delle poche direttrici di teatro dei suoi tempi.
Muore a San Clemente in California nel 2000 all'età di 95 anni.

## Filmografia parziale

### Cinema

#### Cortometraggi
- When the West Was Young, regia di William J. Bauman (1913)
- Slim Driscoll, Samaritan, regia di William J. Bauman (1913)
- A Doll for the Baby, regia di William J. Bauman (1913)
- The Borrowed Finery - cortometraggio (1914)

#### Lungometraggi
- Una povera bimba molto ricca (The Poor Little Rich Girl), regia di Maurice Tourneur (1917)
- The Crimson Dove, regia di Romaine Fielding (1917)
- Mary Jane's Pa, regia di Charles Brabin e William P.S. Earle (1917)
- The Little Duchess, regia di Harley Knoles (1917)
- The Eternal Mother, regia di Frank Reicher (1917)
- The Right to Happiness, regia di Allen Holubar (1919)
- Quarta velocità (Double Speed), regia di Sam Wood (1920)
- Nobody's Kid, regia di Howard C. Hickman (1921)
- Woman-Proof, regia di Alfred E. Green (1923)
- Reno, regia di Rupert Hughes (1923)
- Through the Dark, regia di George W. Hill (1924)
- Felicità (Happiness), regia di King Vidor (1924)
- La valanga selvaggia (The Thundering Herd), regia di William K. Howard (1925)
- Enticement, regia di George Archainbaud (1925)
- Ragazze innamorate (Ladies in Love), regia di Edward H. Griffith (1936)
- Prossima fermata: paradiso (Defending Your Life), regia di Albert Brooks (1991)
- The Linguini Incident, regia di Richard Shepard (1991)
- Beethoven, regia di Brian Levant (1992)

### Televisione
- Arcibaldo (All in the Family), serie TV - due episodi (Archie's Brief Encounter: Part 3, e Mr. Edith Bunker) (1976)
- Il mio amico Arnold, serie TV - un episodio (Sam Adopts a Grandparent), regia di Gerren Keith (1985)
- Dieci sono pochi (Just the Ten of Us), serie TV - 14 episodi (1988-90)
- Genitori in blue jeans (Growing Pains), serie TV - 3 episodi (1989-91)
- Thunder Alley, serie TV - un episodio (1994)

## Teatro (Broadway)
- The Things That Count (1913)